# Максвитис, Франц Иосифович
Франц Иосифович Максвитис (1908, Суетиха, Тайшетский район, Канский округ, Сибирский край, РСФСР — 1949) — советский военный, командир 14-го отдельного железнодорожного батальона 6-й железнодорожной бригады, подполковник.

## Биография
Родился 13 марта 1908 года на разъезде Суетиха Томской железной дороги, город Бирюсинск Иркутской области, в семье железнодорожного служащего. Литовец. Отец, бывший путеец из Ковно, был сослан в Сибирь за связь с группами социалистов. В 1922 году, после смерти отца, Франц с матерью переехал в город Минск к родственникам. Здесь он окончил школу фабрично-заводского ученичества при Западной железной дороге, работал в паровозном депо слесарем, помощником машиниста, машинистом.
В 1929 году был призван в ряды Красной Армии. Службу начал в 6-й кавалерийской дивизии. В 1930 году вступил в ВКП. Как один из лучших сержантов и железнодорожник, был направлен в Ленинградскую школу военных сообщений имени М. В. Фрунзе. После окончания учёбы был назначен командиром взвода в 3-й железнодорожный полк. Затем командовал ротой.
В июне 1938 года был уволен из рядов РККА, как родственник врага народа. Ещё в 1935 году был арестован его старший брат, но об этом Франц не знал. Работал в Гомеле инженером паровозной службы. Через год — в июне 1939 года — восстановлен в армии и вернулся в свой полк. Принимал участие в войне с Финляндией 1939—1940 годов в составе 13-й армии Северо-Западного фронта. Был представлен к награде, но из-за брата не получил. В июне 1941 года его отдельная рота вместе с батальоном прокладывала путь от станции Барановичи на Слуцк.
Участник Великой Отечественной войны с первых дней. 27 июня 1941 года принимал участие в обороне станции Столбцы, 6-я железнодорожная бригада прикрывала путь врагу на столицу Белоруссии Минск. Затем пришлось выходить из окружения. На Калининском фронте подразделению Максвитиса не раз приходилось отражать атаки фашистов. Так было возле станции Селижарово. Здесь воины-железнодорожники сдерживали наступление врага, пока не ушел в тыл последний эшелон с заводским оборудованием и другими ценными грузами. В декабре 1941 года в составе бригады, уже командуя 14-м батальоном той же бригады, восстанавливал моста через Волгу в недавно освобожденном Калинине, в апреле 1942 года награждён орденом Красной Звезды.
С переходом наших войск к наступательным действиям, перед воинам-железнодорожниками встали новые задачи — восстановление путей в прифронтовой полосе, обеспечение подвоза боеприпасов и военной техники на передовую. На подступах к Великим Лукам батальон Максвитиса получил приказ восстановить участок железной дороги для подачи поездов ближе к укрепленному пункту фашистов. Под постоянным обстрелом противников батальон упорно продвигался вперёд. К исходу четвёртых суток нити рельсов вплотную подошли к вражеским позициям. Участок был восстановлен в срок и по стальным путям двинулись бронепоезда, поддерживая огнём наступление наших войск. За Великолукскую эпопею комбат был награждён орденом Отечественной войны 2-й степени.
Так было на всех фронтовых магистралях войны. Бойцы под руководством подполковника Франца Максвитиса надёжно обеспечивали движение поездов на участках Смоленск — Витебск, Смоленск — Рудня и других магистралях. Везде поставленные задачи по восстановлению путей выполнялись досрочно. Многие подчинённые Максвитиса выросли в подлинных мастеров военно-железнодорожного дела, были отмечены государственными наградами, возглавили воинские коллективы. О них обычно говорили: «Прошли школу Максвитиса».
Указом Президиума Верховного Совета СССР от 5 ноября 1943 года «за особые заслуги в обеспечении перевозок для фронта и народного хозяйства и выдающиеся достижения в восстановлении железнодорожного хозяйства в трудных условиях военного времени» подполковнику Максвитису Францу Иосифовичу присвоено звание Героя Социалистического Труда с вручением ордена Ленина и золотой медали «Серп и Молот».
Из Белоруссии боевой путь лежал в Прибалтику. Теперь полковник Максвитис уже командовал 17-й железнодорожной бригадой. Осенью 1944 года подразделения бригады восстанавливали пути и станционный здания в Риге, мост через Даугаву. В конце войны, когда ещё шли боевые действия, бригада Максвитиса была переброшена Казахстан, на прокладку второго пути на линии Акмолинск — Караганда. В 1948 году бригада была вновь передислоцирована, теперь на Северный Урал. Было поручено сооружение новой линии Молотов — Кизел. Эта стройка оказалась полковника Максвитиса последней.
Погиб 28 июня 1949 года при исполнении служебных обязанностей. Его автомобиль застрял на глухом переезде, произошло столкновение с поездом. Похоронен в городе Перми на Егошихинском кладбище.

## Награды
Награждён орденом Ленина, орденами Отечественной войны 1-й и 2-й (22.05.1943) степени, тремя орденами Красной Звезды, медалями.